# Юмжагийн Цеденбал
Юмжагийн Цеденбал (на монголски: Юмжаагийн Цэдэнбал) е деец на Монголската народно-революционна партия (МНРП) и международното комунистическо движение, маршал от 1979 г. Управлява Монголската народна република от 1940 до 1984 г. в качеството си на премиер-министър и генерален секретар на МНРП.

## Биография
Роден е в семейството на беден скотовъд. През 1938 г. завършва Финансово-икономическия институт в Иркутск, СССР. През 1939 г. постъпва в МНРП. От 1939 до 1940 г. е заместник, а по-късно финансов министър на Монголия. Почетен член на Академията на науките на Монголия. Получава „Златен медал на мира Фредерик Жолио-Кюри“ през 1973 г.
Издига се на ръководни длъжности при Хорлоогийн Чойбалсан, заел поста генерален секретар на МНРП още през 1923 г. През 1940 г. Хорлоогийн Чойбалсан му отстъпва поста Генерален секретар на ЦК на МНРП. След смъртта на Чойбалсан през 1952 г. става министър-председател.
Този пост напуска през 1974 г., за да стане президент на страната. Провежда много по-мека политика, освободени са редица жертви на репресиите, но политиката на Чойбалсан официално не е преразглеждана. Съумява да изключи от ЦК своите основни съперници, сред които Дашийн Дамба (1959), Дарамън Тумур-Очир (1962), Лувсанцеренгийн Ценд (1963), както и „антипартийната група в състав Лоохууз, Нямбуу и Сурмааджав“ (декември 1964).
Видна роля в политическата дейност на Монголия играе и жена му, рускиня по произход, Анастасия Ивановна Цеденбал-Филатова, с която се запознава по време на партийно обучение в Москва и която даже влиза в състава на Политбюро на ЦК на МНРП.
Принуден да подаде оставка през август 1984 г., той се преселва в Москва заедно с жена си. След смъртта му тялото му е превозено до Монголия, където е погребан. Негов приемник на постовете Генерален секретар на ЦК на МНРП и Председател на Президиума на Великия народен хурал на МНР става Жамбийн Батмунх – дотогава Председател на Министерския съвет на МНР, а за Председател на Министерския съвет на МНР е избран Думаагийн Содном – дотогава зам.-председател на МС и Председател на Държавния планов комитет на МНР.